# Scottish Premiership
La Scottish Premiership è il massimo campionato scozzese di calcio, ed è organizzato dalla Scottish Professional Football League (SPFL).
Al 2023 occupa il 9º posto nel ranking UEFA delle competizioni per club.

## Formula
Il formato prevede un girone unico tra le 12 squadre, che si affrontano per 3 volte: la stagione regolare è così composta di 33 giornate. In seguito, la classifica conosce lo "split": le formazioni vengono divise in 2 semi-gironi da 6 ciascuno, partecipando rispettivamente a play-off (dalla 1ª alla 6ª) e play-out (dalla 7ª alla 12ª).
Il regolamento delle "code" prevede la disputa di gare secche, con relative classifiche. Il primo girone riguarda l'assegnazione del titolo e le qualificazioni per le coppe europee, mentre il secondo determina le retrocessioni in Scottish Championship. Nel dettaglio:
- i campioni di Scozia accedono alla Champions League, e i vicecampioni ai preliminari;
- la 3ª e la vincitrice della coppa o la 4ª vanno in UEFA Europa League;
- la squadra classificata in 5ª posizione partecipa ai preliminari di UEFA Conference League;
- la 12ª classificata retrocede direttamente in Scottish Championship;
- la squadra in 11ª posizione disputa una sfida interdivisionale con una squadra della categoria inferiore (la 2ª o la 3ª).

In totale, ogni squadra disputa 38 partite in stagione.

## Storia
Il campionato scozzese è, storicamente, vissuto sulla rivalità tra le squadre di Glasgow: Rangers e Celtic. Le formazioni si sono spartite 109 titoli su 127, per uno dei dualismi più noti del calcio internazionale. Il torneo fu noto come Scottish Premier League fino al 2013.
Di seguito sono riportate le squadre partecipanti all'edizione 2025-2026:
- Aberdeen
- Celtic
- Dundee
- Dundee Utd
- Falkirk
- Hearts
- Hibernian
- Kilmarnock
- Livingston
- Motherwell
- Rangers
- St. Mirren

## Le squadre
Dalla prima edizione ad oggi (2025-2026), 45 società contano almeno una presenza nelle 129 stagioni del campionato. 
Il Celtic è l'unica squadra sempre presente, mentre l'Aberdeen non ha mai lasciato la categoria dai tempi della sua ultima promozione (1905).
- 129 volte:  Celtic
- 125 volte:  Rangers
- 123 volte:  Hearts
- 117 volte:  Hibernian
- 112 volte:  Aberdeen
- 110 volte:  Motherwell
- 105 volte:  St. Mirren
- 101 volte:  Dundee
- 97 volte:  Kilmarnock
- 85 volte:  Partick Thistle
- 69 volte:  Falkirk
- 64 volte:  Dundee Utd
- 63 volte:  Clyde
- 60 volte:  Airdrieonians
- 58 volte:  Third Lanark
- 54 volte:  Greenock Morton,  St. Johnstone
- 47 volte:  Hamilton Academical
- 42 volte:  Queen's Park
- 38 volte:  Dunfermline
- 37 volte:  Raith Rovers
- 35 volte:  Ayr Utd
- 20 volte:  Queen of the South
- 19 volte:  Dumbarton
- 14 volte:  East Fife
- 12 volte:  Inverness,  Livingston,  Ross County
- 11 volte:  Cowdenbeath,  Stirling Albion
- 10 volte:  Clydebank
- 9 volte:  Albion Rovers,  Arbroath
- 8 volte:  Port Glasgow Athletic
- 7 volte:  St. Bernard's
- 6 volte:  Leith Athletic
- 4 volte:  Abercorn
- 3 volte:  Renton
- 2 volte:  Cambuslang,   East Stirlingshire,  Vale of Leven
- 1 volta:  Alloa Athletic,  Bo'ness Utd,  Cowlairs,  Gretna

## Albo d'oro
- 1890-1891  Dumbarton (1)  Rangers (1)
- 1891-1892  Dumbarton (2)
- 1892-1893  Celtic (1)
- 1893-1894  Celtic (2)
- 1894-1895  Hearts (1)
- 1895-1896  Celtic (3)
- 1896-1897  Hearts (2)
- 1897-1898  Celtic (4)
- 1898-1899  Rangers (2)
- 1899-1900  Rangers (3)
- 1900-1901  Rangers (4)
- 1901-1902  Rangers (5)
- 1902-1903  Hibernian (1)
- 1903-1904  Third Lanark (1)
- 1904-1905  Celtic (5)
- 1905-1906  Celtic (6)
- 1906-1907  Celtic (7)
- 1907-1908  Celtic (8)
- 1908-1909  Celtic (9)
- 1909-1910  Celtic (10)
- 1910-1911  Rangers (6)
- 1911-1912  Rangers (7)
- 1912-1913  Rangers (8)
- 1913-1914  Celtic (11)
- 1914-1915  Celtic (12)
- 1915-1916  Celtic (13)
- 1916-1917  Celtic (14)
- 1917-1918  Rangers (9)
- 1918-1919  Celtic (15)
- 1919-1920  Rangers (10)
- 1920-1921  Rangers (11)
- 1921-1922  Celtic (16)
- 1922-1923  Rangers (12)
- 1923-1924  Rangers (13)
- 1924-1925  Rangers (14)
- 1925-1926  Celtic (17)
- 1926-1927  Rangers (15)
- 1927-1928  Rangers (16)
- 1928-1929  Rangers (17)
- 1929-1930  Rangers (18)
- 1930-1931  Rangers (19)
- 1931-1932  Motherwell (1)
- 1932-1933  Rangers (20)
- 1933-1934  Rangers (21)
- 1934-1935  Rangers (22)
- 1935-1936  Celtic (18)
- 1936-1937  Rangers (23)
- 1937-1938  Celtic (19)
- 1938-1939  Rangers (24)
- 1939-1946 non disputato
- 1946-1947  Rangers (25)
- 1947-1948  Hibernian (2)
- 1948-1949  Rangers (26)
- 1949-1950  Rangers (27)
- 1950-1951  Hibernian (3)
- 1951-1952  Hibernian (4)
- 1952-1953  Rangers (28)
- 1953-1954  Celtic (20)
- 1954-1955  Aberdeen (1)
- 1955-1956  Rangers (29)
- 1956-1957  Rangers (30)
- 1957-1958  Hearts (3)
- 1958-1959  Rangers (31)
- 1959-1960  Hearts (4)
- 1960-1961  Rangers (32)
- 1961-1962  Dundee (1)
- 1962-1963  Rangers (33)
- 1963-1964  Rangers (34)
- 1964-1965  Kilmarnock (1)
- 1965-1966  Celtic (21)
- 1966-1967  Celtic (22)
- 1967-1968  Celtic (23)
- 1968-1969  Celtic (24)
- 1969-1970  Celtic (25)
- 1970-1971  Celtic (26)
- 1971-1972  Celtic (27)
- 1972-1973  Celtic (28)
- 1973-1974  Celtic (29)
- 1974-1975  Rangers (35)
- 1975-1976  Rangers (36)
- 1976-1977  Celtic (30)
- 1977-1978  Rangers (37)
- 1978-1979  Celtic (31)
- 1979-1980  Aberdeen (2)
- 1980-1981  Celtic (32)
- 1981-1982  Celtic (33)
- 1982-1983  Dundee Utd (1)
- 1983-1984  Aberdeen (3)
- 1984-1985  Aberdeen (4)
- 1985-1986  Celtic (34)
- 1986-1987  Rangers (38)
- 1987-1988  Celtic (35)
- 1988-1989  Rangers (39)
- 1989-1990  Rangers (40)
- 1990-1991  Rangers (41)
- 1991-1992  Rangers (42)
- 1992-1993  Rangers (43)
- 1993-1994  Rangers (44)
- 1994-1995  Rangers (45)
- 1995-1996  Rangers (46)
- 1996-1997  Rangers (47)
- 1997-1998  Celtic (36)
- 1998-1999  Rangers (48)
- 1999-2000  Rangers (49)
- 2000-2001  Celtic (37)
- 2001-2002  Celtic (38)
- 2002-2003  Rangers (50)
- 2003-2004  Celtic (39)
- 2004-2005  Rangers (51)
- 2005-2006  Celtic (40)
- 2006-2007  Celtic (41)
- 2007-2008  Celtic (42)
- 2008-2009  Rangers (52)
- 2009-2010  Rangers (53)
- 2010-2011  Rangers (54)
- 2011-2012  Celtic (43)
- 2012-2013  Celtic (44)
- 2013-2014  Celtic (45)
- 2014-2015  Celtic (46)
- 2015-2016  Celtic (47)
- 2016-2017  Celtic (48)
- 2017-2018  Celtic (49)
- 2018-2019  Celtic (50)
- 2019-2020  Celtic (51)
- 2020-2021  Rangers (55)
- 2021-2022  Celtic (52)
- 2022-2023  Celtic (53)
- 2023-2024  Celtic (54)
- 2024-2025  Celtic (55)

### Classifica dei titoli
| Club          | Vittorie | 2° | Anno/i |
| ------------- | -------- | -- | --- |
| Rangers       | 55       | 35 | 1891, 1899, 1900, 1901, 1902, 1911, 1912, 1913, 1918, 1920, 1921, 1923, 1924, 1925, 1927, 1928, 1929, 1930, 1931, 1933, 1934, 1935, 1937, 1939, 1947, 1949, 1950, 1953, 1956, 1957, 1959, 1961, 1963, 1964, 1975, 1976, 1978, 1987, 1989, 1990, 1991, 1992, 1993, 1994, 1995, 1996, 1997, 1999, 2000, 2003, 2005, 2009, 2010, 2011, 2021 |
| Celtic        | 55       | 32 | 1893, 1894, 1896, 1898, 1905, 1906, 1907, 1908, 1909, 1910, 1914, 1915, 1916, 1917, 1919, 1922, 1926, 1936, 1938, 1954, 1966, 1967, 1968, 1969, 1970, 1971, 1972, 1973, 1974, 1977, 1979, 1981, 1982, 1986, 1988, 1998, 2001, 2002, 2004, 2006, 2007, 2008, 2012, 2013, 2014, 2015, 2016, 2017, 2018, 2019, 2020, 2022, 2023, 2024, 2025 |
| Aberdeen      | 4        | 17 | 1955, 1980, 1984, 1985 |
| Hearts        | 4        | 14 | 1895, 1897, 1958, 1960 |
| Hibernian     | 4        | 6  | 1903, 1948, 1951, 1952 |
| Dumbarton     | 2        | -  | 1891, 1892 |
| Motherwell    | 1        | 7  | 1932 |
| Kilmarnock    | 1        | 4  | 1965 |
| Dundee        | 1        | 4  | 1962 |
| Dundee Utd    | 1        | -  | 1983 |
| Third Lanark  | 1        | -  | 1904 |
| Airdrieonians | -        | 4  | ----- |
| Falkirk       | -        | 2  | ----- |
| Morton        | -        | 1  | ----- |

## Premi
Al termine di ogni stagione, vengono assegnati premi ai calciatori:
- Giocatore dell'anno della SFWA: assegnato al miglior calciatore della stagione, scelto dalla Scottish Football Writers' Association (associazione dei giornalisti scozzesi).
- Giocatore dell'anno della SPFA: assegnato al miglior calciatore della stagione, scelto dagli altri giocatori.
- Miglior giovane dell'anno della SPFA: assegnato alla rivelazione della stagione, scelta dagli altri giocatori.